# حکی نجیب آغریمان
حکی نجیب آغریمان (انگلیسی: Hakkı Necip Ağrıman؛ ۱۸۸۴ – ۱۹۵۰) بازیگر اهل ترکیه بود.